# Seigneur de Badenoch

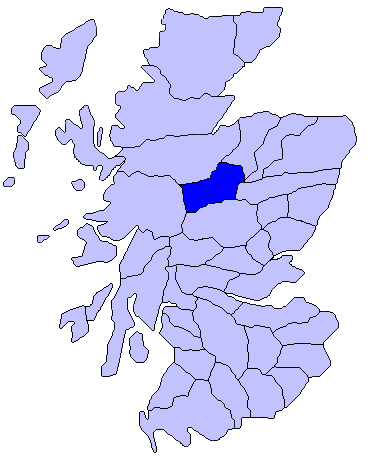
Carte du district de Badenoch en Ecosse.

Les seigneurs de Badenoch (anglais Lord of Badenoch) sont des nobles écossais qui ont gouverné la seigneurie de Badenoch au XIIIe siècle et au début du XIVe siècle.

## Historique
La seigneurie de Badenoch (anglais Lordship of Badenoch) est créée par le roi Alexandre II d'Écosse vers 1230 dans les Highlands sur les domaines des Meic Uilleim pour Walter Comyn, comte de Menteith de jure uxoris après que  William Comyn († 1233), comte de Buchan de  jure uxoris, Justiciar d'Écosse et « Gardien de Moray » ait tué Gilleasbuig MacWilliam et exterminé sa famille. Toutefois il n'est pas sûr que les Meic Uilleim controlaient des domaines dans cette région.
Après le meurtre de John III Comyn en 1306, la seigneurie est confisquée et revient dans le domaine royal, malgré les prétentions de John (IV) Comyn qui est tué en 1314 en combattant dans les rangs anglais lors de la Bataille de Bannockburn .
La seigneurie est ensuite incluse dans le vaste comté de Moray quand il est reconstitué en 1312 en faveur de Thomas Randolph.

## Liste des seigneurs de Badenoch
- Walter Comyn, Lord de Badenoch & de jure uxoris comte de Menteith († s.p. 1258)
- John I Comyn, Lord de Badenoch (†  1277)
- John II Comyn, Lord de Badenoch (†  vers 1302)
- John III Comyn, Lord de Badenoch (†  1306)
- Seigneurie confisquée puis confondue dans le comté de Moray recréé pour Thomas Randolph 1er comte de Moray.
- 1312-1332 : Thomas Randolph 1er comte de Moray.
- 1332-1332 : Thomas Randolph 2e comte de Moray,
- 1332-1346 : John Randolph 3e comte de Moray,
- Après sa mort en 1346 de la seigneurie revient dans le domaine royal puis elle est donnée àː
- Alexander Stuart 1er comte de Buchan surnommé le « Loup de Badenoch » (†  1394)
- Alexandre Stuart comte de Mar (†  1435)
- la seigneurie est donnée par le roi JacquesII à Alexander Gordon, 1er comte d'Huntly; pour ses successeurs voir Marquis d'Huntly

## Sources
- (en) Cet article est partiellement ou en totalité issu de l’article de Wikipédia en anglais intitulé « Lord of Badenoch » (voir la liste des auteurs), édition du 4 mars 2013.
- (en)  John L. Roberts  Lost Kingdoms. Celtic Scotland and the Middle Ages Edinburgh University Press (Edinburgh 1997)  (ISBN 0748609105).